# Another side of SINGLES II
《another side of SINGLES II》는 2002년 3월 6일에 발매된 LUNA SEA의 첫 베스트 앨범이다.

## 개요
LUNA SEA가 종막(해산)을 맞이한지 2년 3개월 만에 발매된 싱글 커플링 모음집. 9th 싱글 「STORM」부터 14th 싱글 「LOVE SONG」의 커플링 곡을 전곡 리마스터링하여 수록하였다. 마스터링 엔지니어는 하라다 미하루.

## 수록곡
- 전체 작사 ・ 작곡 ・ 편곡：LUNA SEA

1. この世界の果てで (이 세상의 끝에서)
9th 싱글 'STORM' 수록곡.
2. Looper
10th 싱글 'SHINE' 수록곡.
3. WITH
11th 싱글 'I for You' 수록곡.
4. inside you
12th 싱글 'gravity' 수록곡.
5. My Lover
12th 싱글 'gravity' 수록곡. 싱글에 수록된 버전은 아웃트로의 클린 기타 톤이 다르다.
6. be gone
13th 싱글 'TONIGHT' 수록곡.
7. be in agony
13th 싱글 'TONIGHT' 수록곡.
8. INTO THE SUN
14th 싱글 'LOVE SONG' 수록곡.
9. UNTIL THE DAY I DIE
14th 싱글 'LOVE SONG' 수록곡.